# ای‌لیگ
اِی-لیگ (به انگلیسی: A-League) به لیگ برتر استرالیا گفته می‌شود که از سال ۲۰۰۴ و بدنبال فروپاشی لیگ ملی فوتبال استرالیا، توسط فدراسیون فوتبال آن کشور برگزار می‌شود. به علت اینکه شرکت هیوندای اسپانسری این رقابت‌ها را از ابتدا تاکنون بر عهده داشته‌است، رسماً با عنوان لیگ برتر هیوندای شناخته می‌شود.
۱۳ تیم در این مسابقات شرکت می‌کنند که سهم استرالیا از این۱۳تیم، ۱۱ تیم و سهم نیوزیلند، ۲ تیم می‌باشد.
علیرضا فغانی، داور ایرانی، در این مسابقات داوری می‌کند.